# Homem-Máquina
O Homem-Máquina é um personagem ficcional das histórias em quadrinhos do Universo Marvel, publicadas pela Marvel Comics Ele foi criado por Jack Kirby que o introduziu como o andróide X-51 na revista  2001: A Space Odyssey #8 (Julho de 1977), livre adaptação do filme de mesmo nome.

## Publicação
Em 1978 o X-51 apareceria em um título próprio, com Kirby produzindo as primeiras 9 (nove) edições. Nessa série o andróide fugia dos militares, escapando logo após a morte de seu criador. Depois de um intervalo de 9 meses, a revista foi relançada com o número 10 e ele recebeu o novo nome de Machine Man. Marv Wolfman (depois Tom DeFalco) e Steve Ditko foram os artistas encarregados, fazendo com que o andróide passasse a viver disfarçado entre os humanos. Desta vez o término ocorreu no número 19, de Fevereiro de 1980. 
De outubro de 1984 a Janeiro de 1985, O Homem-Máquina foi o protagonista de uma mini-série de Tom DeFalco, desenhada por Herb Trimpe e Barry Windsor-Smith. A ação se passava num futuro cyberpunk datado de 2020, e tornou-se muito popular. Os personagens dessa época começaram a aparecer nas revistas Marvel, como Arno Stark, o mercenário Homem de Ferro de 2020. Homem Máquina e Homem de Ferro estiveram juntos na revista Iron Man Annual #11 (1990).

## Origens (ficcional)
Criado pelo Dr. Able Stack, o Homem Máquina era um robô programado para pensar como um humano. Mesmo após a revelação pelo seu criador de que ele se tratava de uma máquina (então chamada de X-51), sua programação o fazia agir como um homem (numa clara referência às histórias de Pinóquio). Quando foi criado, havia vários protótipos semelhantes a ele, que deveriam ser usados pelo exército estadunidense. Porém, os temores do governo de que os andróides se descontrolassem, fizeram que com que a base fosse atacada por militares, e o Dr. Able morreu para que o X-51 pudesse se salvar.
Quando fugiu do exército, X-51 adotou o nome e o rosto de seu criador para se misturar a Humanidade.Perseguido pelo governo por meses, ele só foi perdoado após enfrentar o Hulk e se juntar aos Vingadores, aonde assumiu o alter-ego de Aaron Stack (nome de batismo que seu pai o havia dado). Ele chegou a ser capturado pela Shield, que queria usar sua tecnologia para criar um novo DeathLok. Após meses ao lado dos Vingadores, o Homem Máquina se afastou, procurando uma vida mais tranquila. 
Ele foi ajudado pelo psiquiatra Peter Spaulding e pelo mecânico Gears Garvin. Como Aaron Stack, ele se tornou um vendedor de seguros, continuando a agir secretamente como o super-herói Homem-Máquina. Ele acabou se interessando por Jocasta, numa aventura com o Coisa, mas a andróide foi destruída por seu criador Ultron. Com a ajuda dos X-Men e de Douglock ele enfrentou o Caveira Vermelha.
O Homem-Máquina só reapareceu meses depois, quando Bastion foge da prisão em que estava sendo mantido após o fracasso da Operação: Tolerância Zero. Nessa aventura, o Homem Máquina é inadvertidamente capturado pelo Molde-Mestre que atuava conjuntamente com Bastion em segredo, que o transformou em um "Sentinela Supremo". Somente com a interferência de Cable, o Homem Máquina retoma o controle do próprio corpo, atacando seus captores e, aparentemente, causando a destruição de Bastion e do Sentinela Molde-Mestre.
O Homem-Máquina usa a energia solar, embora seja capacitado para usar fontes alternativas. Seus braços e pernas podem se esticar e seus dedos contém diferentes armas, como raios de frio ou elétricos. Usa discos antigravitacionais para lutar

## Adaptações
O Homem-Máquina aparece no desenho animado do Homem-Aranha, Spider-Man Unlimited. Ali ele é um robô a serviço do Alto Evolucionário.